# اجیبال
اجیبال (به انگلیسی: Ajjibal) یک منطقهٔ مسکونی در هند است که در کارناتاکا واقع شده‌است.